# نجف أباد (أرومية)
نجف‌ أباد هي قرية في مقاطعة أرومية، إيران. عدد سكان هذه القرية هو 349 في سنة 2006.